# Körösnagyharsány
Körösnagyharsány es un pueblo ubicado en el distrito de Sarkad, en el condado de Békés, Hungría.

## Superficie
Posee una superficie de 19,91 kilómetros cuadrados.

## Demografía
Hasta 2019 la población era de 466 habitantes, con una densidad de población de 23,41 habitantes por kilómetro cuadrado.